# Louise de Quengo
Louise de Quengo, née en 1584 et morte le 10 mars 1656, est une noble bretonne du XVIIe siècle, dont la dépouille, fort bien conservée, a été retrouvée en 2014 dans un sarcophage de plomb lors des fouilles archéologiques conduites dans le couvent des Jacobins de Rennes.

## Biographie

### Famille

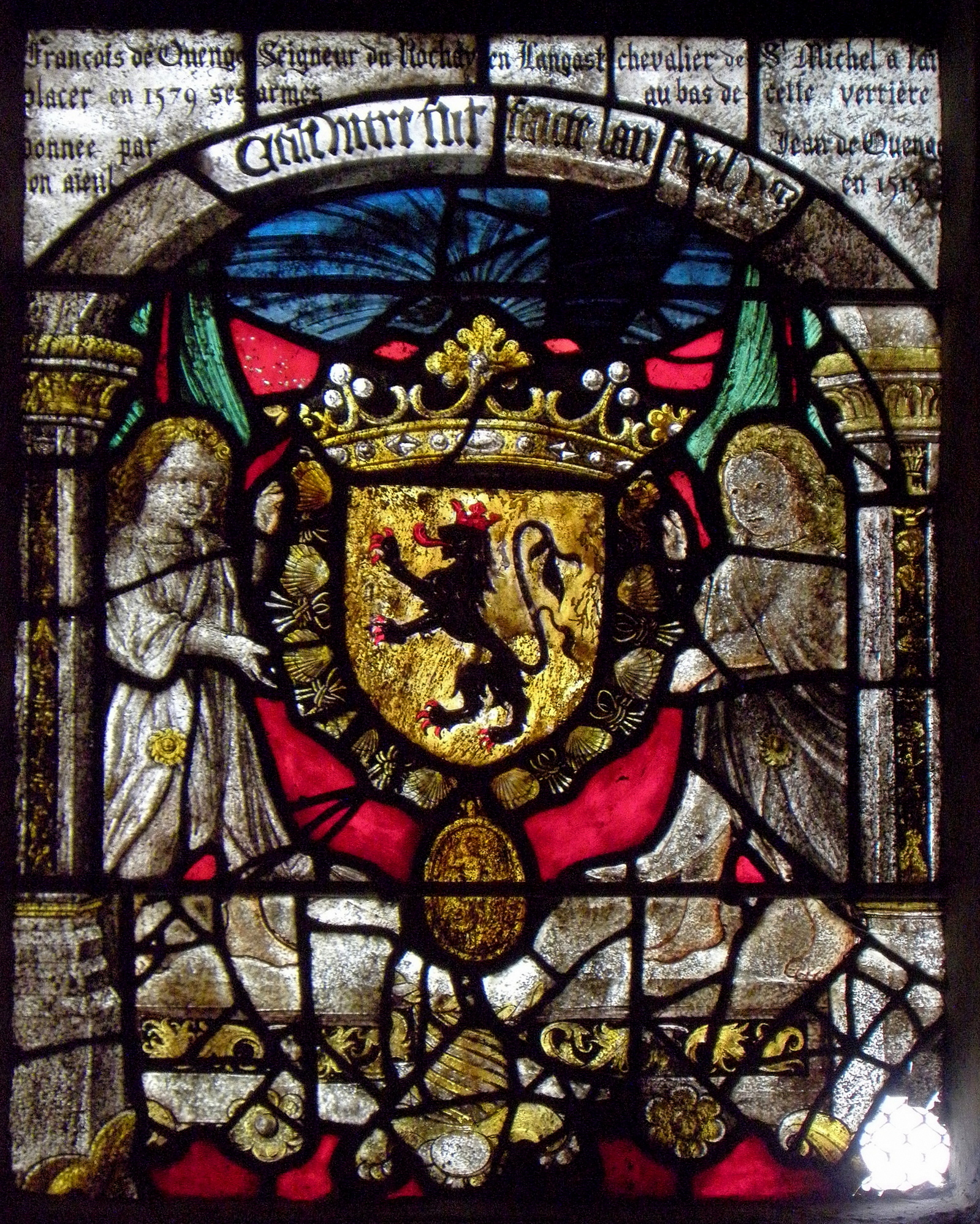
Armoiries de la famille de Quengo.

Issue de la famille de Quengo de Tonquédec, Louise de Quengo est la fille de François de Quengo (1520-1594), seigneur du Rochay, chevalier de l'ordre du roi ou ordre de Saint-Michel, et de Jacqueline de Bourgneuf.
Louise est la petite-fille de René de Bourgneuf de Cucé (1526-1587), président du Parlement de Bretagne. Sa grand-mère est Louise Marquer, dame des Gayeulles.
Elle épouse Toussaint de Perrien (mort à Rennes, le 30 août 1649), chevalier de Brefeillac. Le couple n'a pas d'enfant.

### Vie personnelle
Louise de Quengo partage sa vie entre Rennes, Pommeret (Côtes-d'Armor) et Saint-Hernin, près de Carhaix (Finistère).
L'un des frères de Louise, René, seigneur du château du Rochay (ou Rocher), à Langast (Côtes d'Armor), acquiert le château de Tonquédec en 1636, et s'intitule « comte de Tonquédec ». Elle a pu y séjourner[source insuffisante], mais sans certitude.

#### Première sépulture en 1656
Conformément à ses dernières volontés, notamment exprimées par acte en date du 15 décembre 1649, Louise de Quengo exprime son vœu d'être enterrée au couvent des Jacobins de Rennes, couvent de frères dominicains qui ont accompagné le mari de Louise dans sa fin de vie.

#### Découverte de la sépulture en 2013
La sépulture de Louise de Quengo est retrouvée en 2013 par des archéologues dans le cadre d'une fouille préventive au Couvent des Jacobins de Rennes. Cinq cercueils, associés à cinq carduitaphes, sont retrouvés.
Sa dépouille de Louise de Quengo, reposant dans un cercueil en plomb, est la découverte la plus remarquable, car dans un état de conservation exceptionnel. Le musée de Bretagne a été associé à cette découverte et conserve dans ses réserves des pièces textiles (chausses et vêtements).
Le cardiotaphe de Toussaint de Perrien est retrouvé par les archéologues près du cercueil de son épouse (son corps repose à Carhaix). Il est conservé au musée de Bretagne.

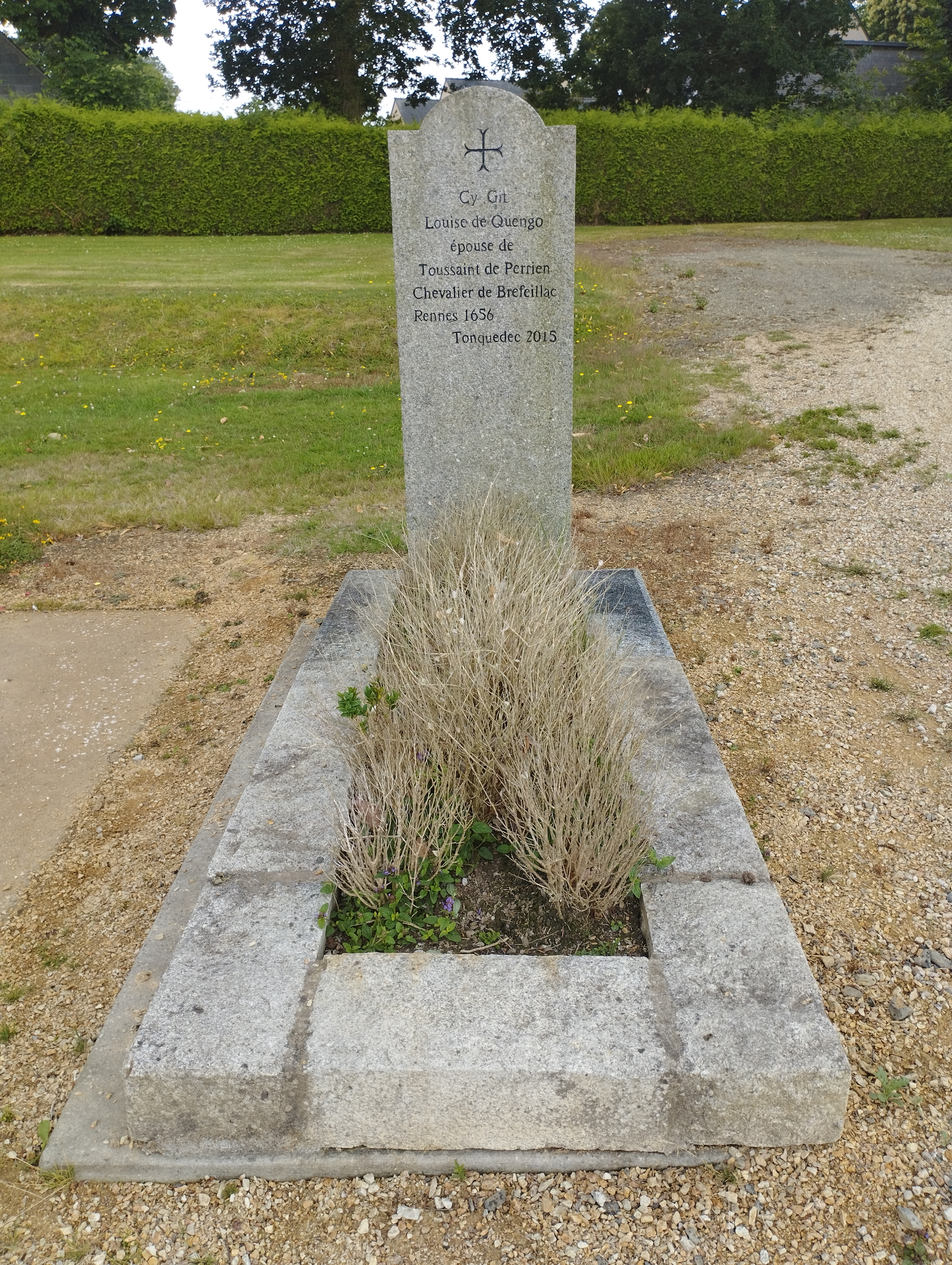
Tombe de Louise de Quengo au cimetière de Tonquédec.

Une exposition a présenté ces objets exceptionnels au public en 2017-2018 au musée de Bretagne.

#### Seconde sépulture en 2015
En 2015, la famille de Louise, représentée par Patrick de Quengo de Tonquédec (père de l'acteur Guillaume de Tonquédec) intervient pour que leur lointaine parente soit inhumée à Tonquédec. Pour leur part, les édiles rennais (notamment le président de Rennes Métropole Emmanuel Couet) penchent plutôt pour que Louise de Quengo soit ré-inhumée à Rennes, ainsi qu'elle l'avait exprimé et en raison même de son « ancrage rennais ».
Le 23 septembre 2015, Louise de Quengo est finalement inhumée au cimetière communal de Tonquédec, en présence des descendants de sa famille, et de nombreuses personnalités, dont Mgr Denis Moutel, l'évêque de Saint-Brieuc et Tréguier.